# Давід Прієто
Давід Прієто (ісп. David Prieto, нар. 2 січня 1983, Севілья) — іспанський футболіст, що грав на позиції центрального захисника, зокрема за «Севілью».

## Ігрова кар'єра
Народився 2 січня 1983 року в Севільї. Вихованець футбольної школи клубу «Севілья». У дорослому футболі дебютував 2002 року виступами за «Севілья Атлетіко», другу команду рідного клубу. До складу його головної команди почав залучатися 2005 року, утім протягом наступних п'яти років узяв у її складі участь лише в 30 іграх Ла-Ліги. Найбільшим був його ігровий доробок у сезоні 2008/09, коли він провів на полі в 13 іграх найвищого дивізіону загалом 1080 хвилин.
Натомість неодноразово віддавався в оренду, грав на орендних умовах за друголігові «Херес» і «Тенерифе». 2011 року остаточно залишив «Севілью» і на умовах повноцінного контракту став гравцем «Кордови», також представника Сегунди. В подальшому виступав за «Херес» і «Луго» у другому іспанському дивізіоні, а також за «Реал Мурсія», «Атлетіко Балеарес» та «Мірандес» у третьому.
Завершував ігрову кар'єру виступами за «Фуенлабрада» протягом 2019—2020 років.